# Raymond de Beccarie de Pavie de Fourquevaux
Raymond de Beccarie de Pavie de Fourquevaux (* 29. September 1508 in Fourquevaux; † 4. Juli 1574) war ein französischer Kriegsmann, Diplomat und Militärschriftsteller.

## Leben und Werk
Raymond de Beccarie de Pavie de Fourquevaux entstammte einer südfranzösischen Adelsfamilie italienischer Herkunft. Ab 1527 diente er als Kriegsmann unter König Franz I. und unter Heinrich II. 1528 und 1554 war er gefangen und kam erst gegen ein Lösegeld frei. Von 1543 bis 1544 war er Capitoul (Stadtrat) in Toulouse. Er war Sonderbeauftragter in Schottland und Irland und von 1565 bis 1572 Botschafter König Karls IX. in Spanien und Ratgeber der spanischen Königin Elisabeth von Valois. Von 1556 bis 1565 und wieder von 1572 bis 1574 war er Gouverneur von Narbonne. Er hinterließ eine weit gespannte Korrespondenz, unter anderem mit Piero Strozzi.
Sein Werk Instructions sur le fait de la guerre, 1548 unter dem Namen des bereits 1543 verstorbenen Guillaume du Bellay veröffentlicht, machte Vorschläge zur Heeresreform. Nach dem Urteil von Marie-Madeleine Fontaine gehört Fourquevaux durch das Gewicht seiner Argumentation und durch die Wucht seines Stils zu den großen Militärschriftstellern des Renaissance-Humanismus.

## Werke (Auswahl)
- Instructions sur le fait de la guerre. Paris 1548, 1549, 1553. Hrsg. Gladys Dickinson. London 1954.
- Information au roy et à monseigneur le connestable touchant les affaires de Florence avec ung discours pour entreprendre contre ledit Florence, Pize et Gennes s’il plaira à sa majesté, 1555. Hrsg. Raoul Brunon. Ophrys, Gap 1965. (Vorwort von Michel François)
- Dépêches de M. de Fourquevaux, ambassadeur du roi Charles IX en Espagne, 1565–1572. Hrsg. Célestin Douais. 3 Bde. E. Leroux, Paris 1896–1904.